# Bentley 3.5 Litre
Bentley 3½ Litre (пізніше 4¼ Litre) — спортивний автомобіль, що випускався британською компанією Bentley Motors від 1933 по 1939 рік. Перша модель, створена після поглинання Bentley компанією Rolls-Royce. Оснащувався двигуном робочим об'ємом у 3,5 літра, а з 1936 року автомобіль отримав дещо більший 4,25-літровий мотор. Всього було вироблено 1 177 3,5-літрових моделей і 1 234 автомобіля з більшим двигуном.

## Опис
Оволодіння Bentley компанією Rolls-Royce у 1931 році позбавило першу незалежності, але, не дивлячись на це, найменування бренду було вирішено залишити у відповідності до оригіналу. Представлений в серпні 1933 року перший із Derby Bentley, як пізніше стали називати ці автомобілі через місце виробництва, зберіг спортивний дух марки і навіть поліпшив його.
Створений на основі Rolls-Royce 20/25, автомобіль мав трохи вкорочений колісну базу і форсований до 115 к.с. шестициліндровий двигун. Цю комбінацію доповнювала чотириступінчаста коробка з синхронізаторами на третій і четвертій передачах, а також гальмівна система з механічним приводом з підсилювачем. В результаті вийшов безшумний і легкий в управлінні спортивний автомобіль. Отримавший незабаром прізвисько «тихий спорткар», він не мав собі рівних, уособлюючи собою поєднання якості та надійності Rolls-Royce з ходовими та швидкісними якостями Bentley.
Оскільки «тихий спорткар» позиціонувався як ексклюзивний автомобіль, то у відповідності до цього іміджу він комплектувався замовними кузовами, найчастіше виробництва Park Ward. Разом з тим, використовувались й інші кузови британських компаній, деякі з яких вважаються унікальними в своєму роді.
У 1936 році автомобіль, названий 4¼ Litre, отримав двигун збільшеного робочого об'єму. На відміну від аналогічного мотора Rolls-Royce, цей двигун оснащувався двома карбюраторами, мав більш високий ступінь стиску двигуна внутрішнього згорання та кулачковий вал особливого профілю.
У 1938 році грецький корабельний магнат та знаний любитель автоспорту Андре Ембірікос замовив собі спеціальний автомобіль. Він попросив переробити наявне у нього відкрите купе 4¼ Litre у щось більш швидке та оригінальне. Француз Жорж Полен став автором дизайну ексклюзивного автомобілю, а на фірмі Pourtout для спорткара виготовили легкий кузов з алюмінієвого сплаву. Зрештою, на виході вийшов автомобіль класу гран-турізмо, який розвивав високу максимальну швидкість і при цьому дозволяв довго утримувати її. Так, на тестах в Бруклендсі він зміг більше години безперервно рухатися зі швидкістю вище 180 км/год.

## Галерея

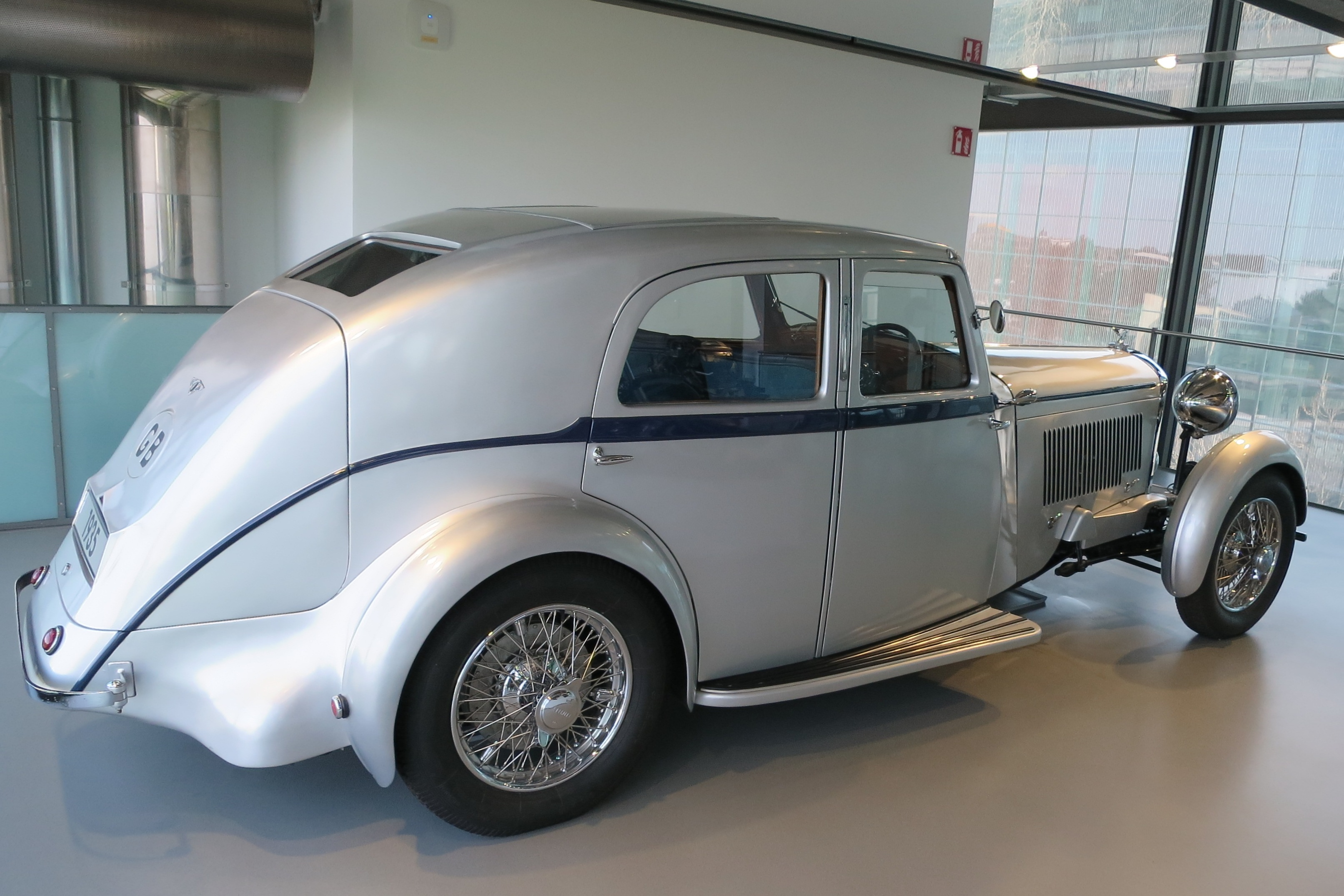
1935 Bentley 3½ Litre з кузовом седан виробництва Park Ward[en]
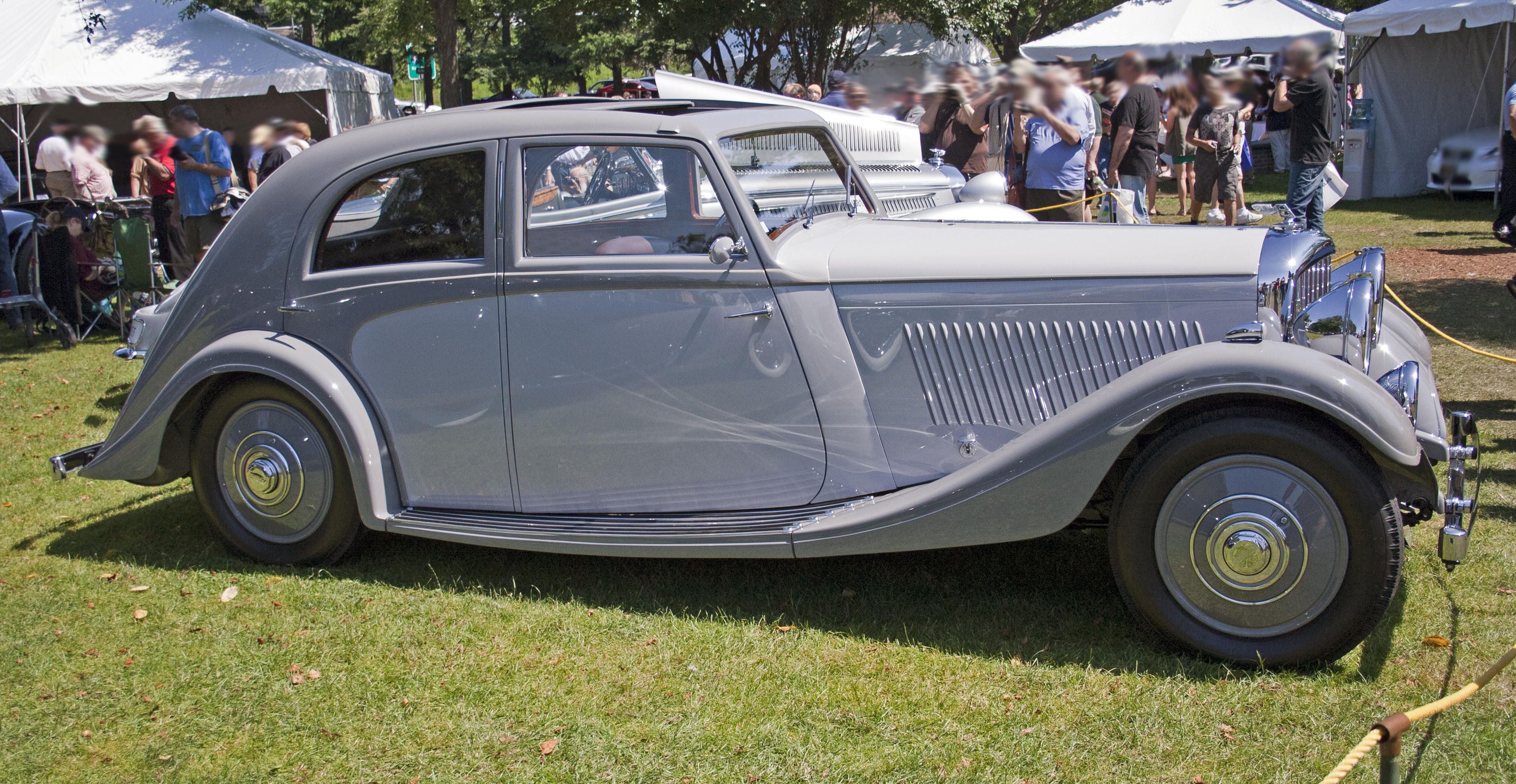
1935 Bentley 3½ Litre з кузовом седан виробництва Rippon Bros[en]
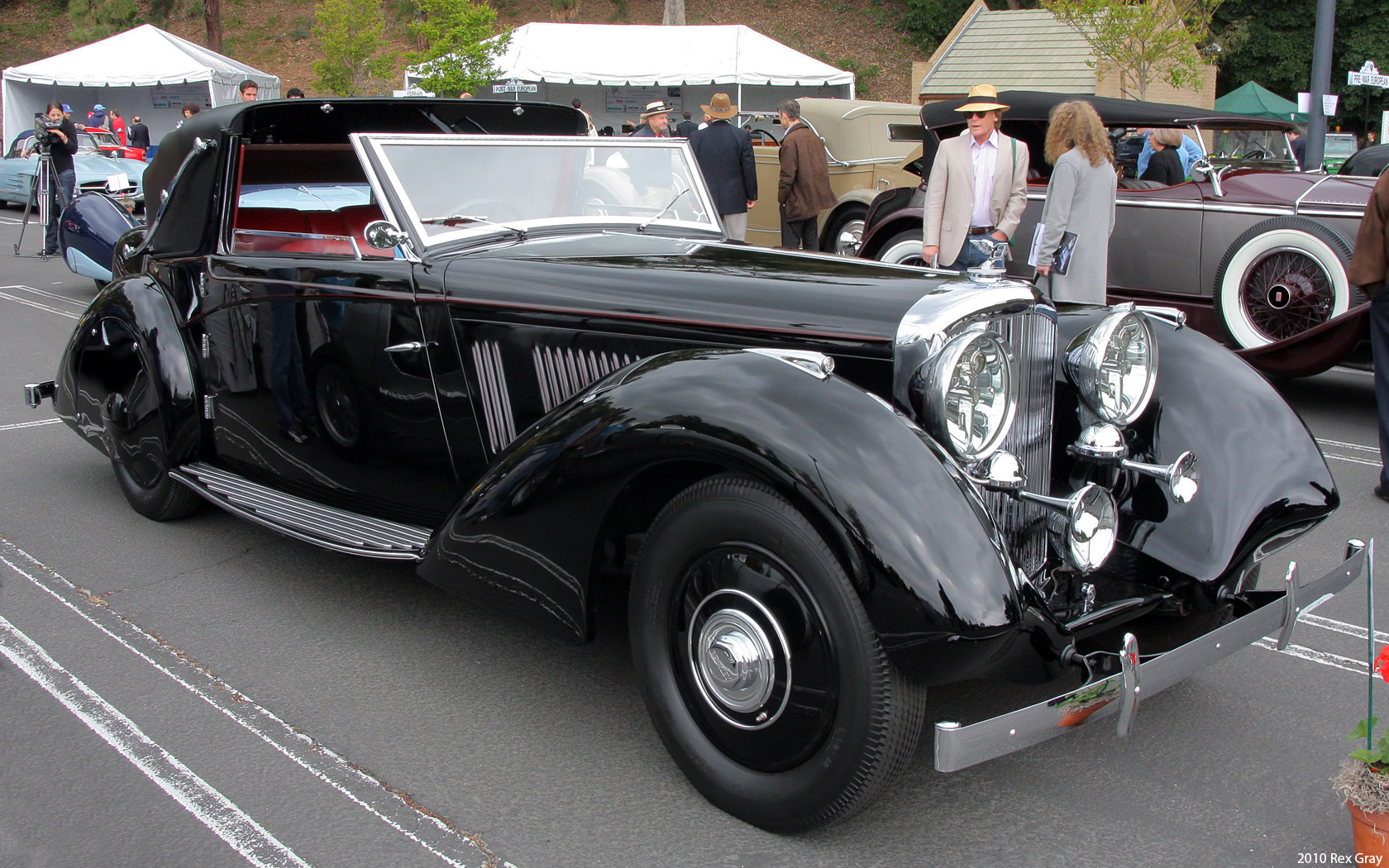
1936 Bentley 3½ Litre з кузовом купе виробництва Figoni et Falaschi[en]
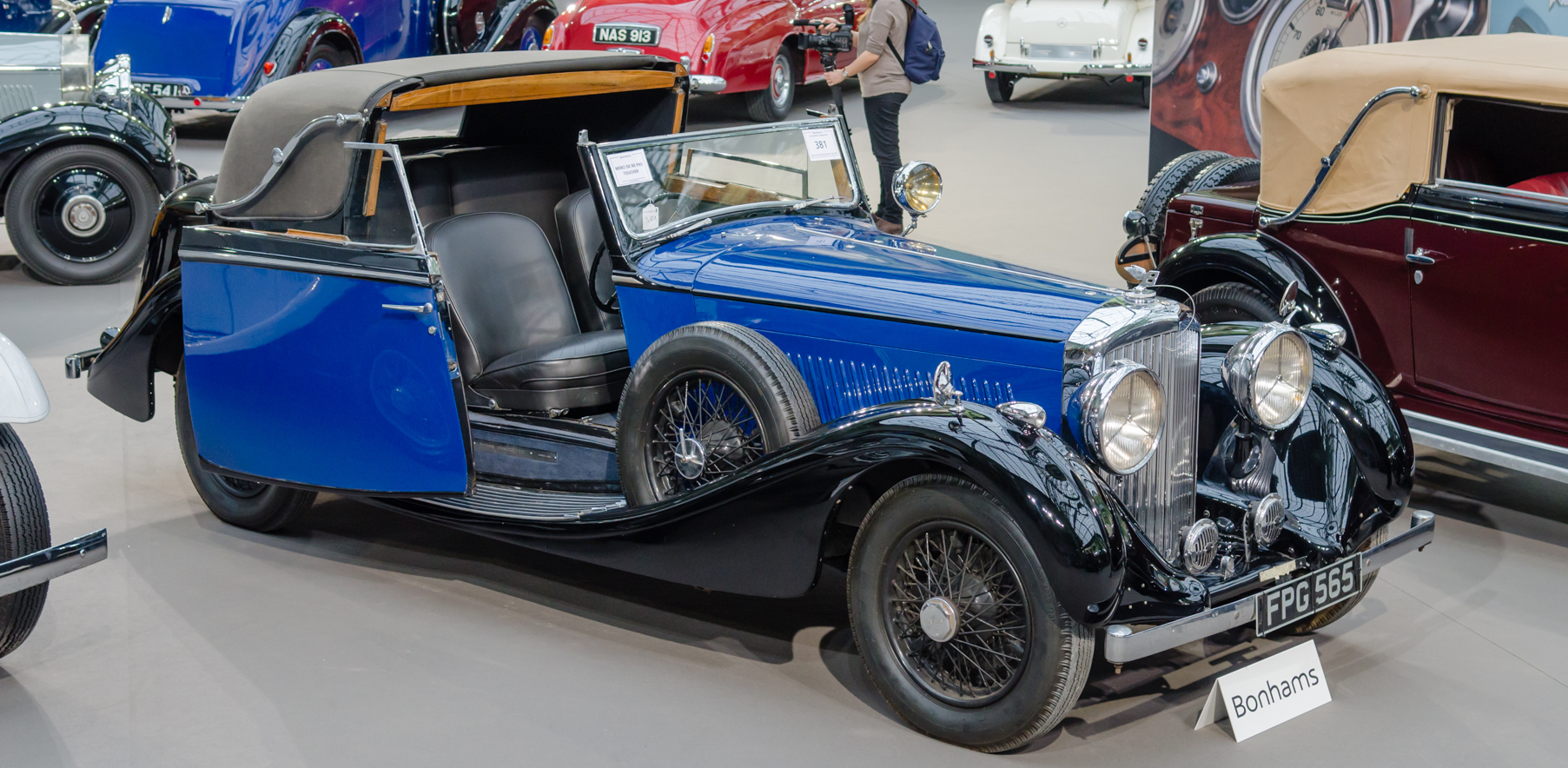
1937 Bentley 4¼ Litre з кузовом купе виробництва James Young[en]
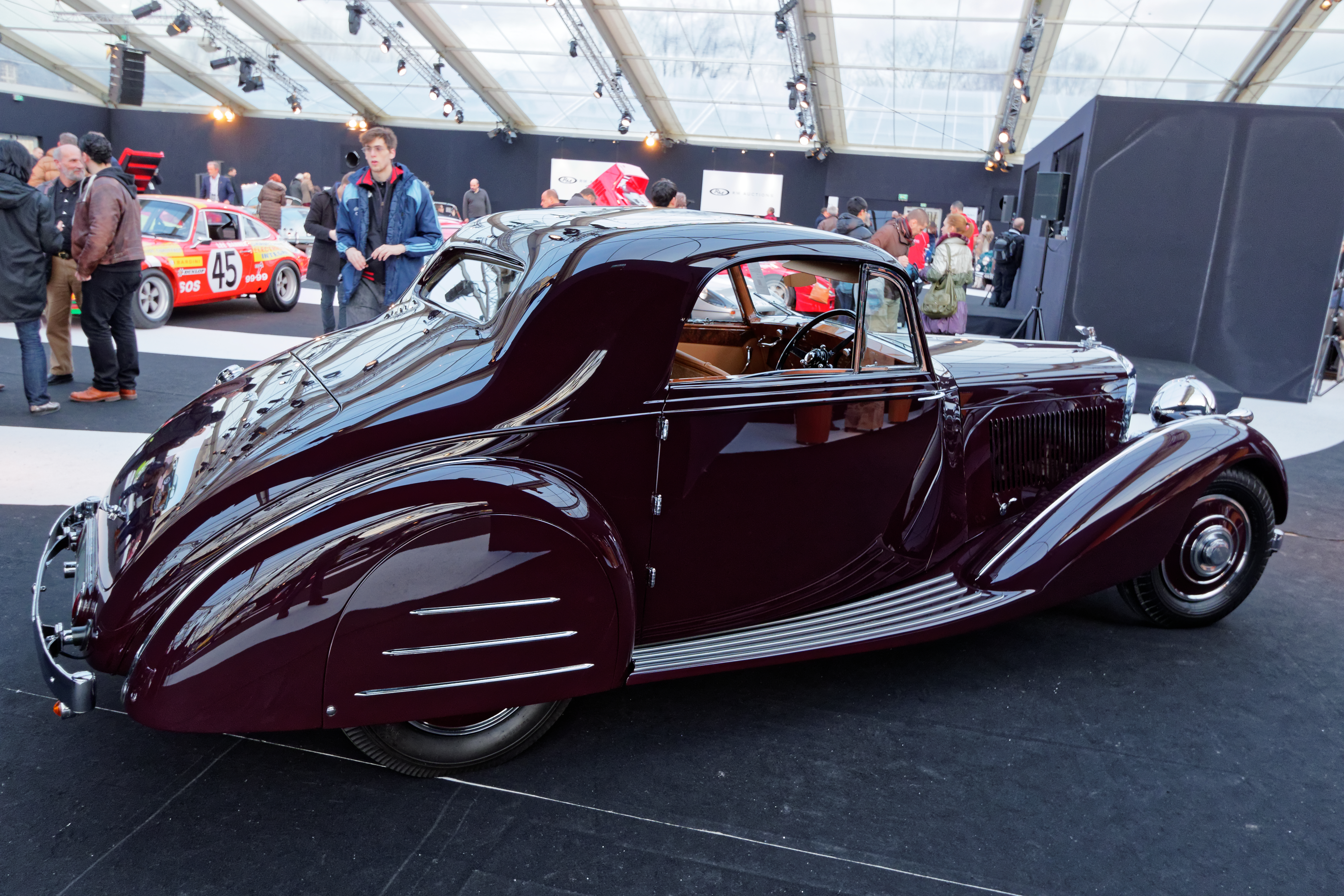
1939 Bentley 4¼ Litre з кузовом купе виробництва Park Ward[en]
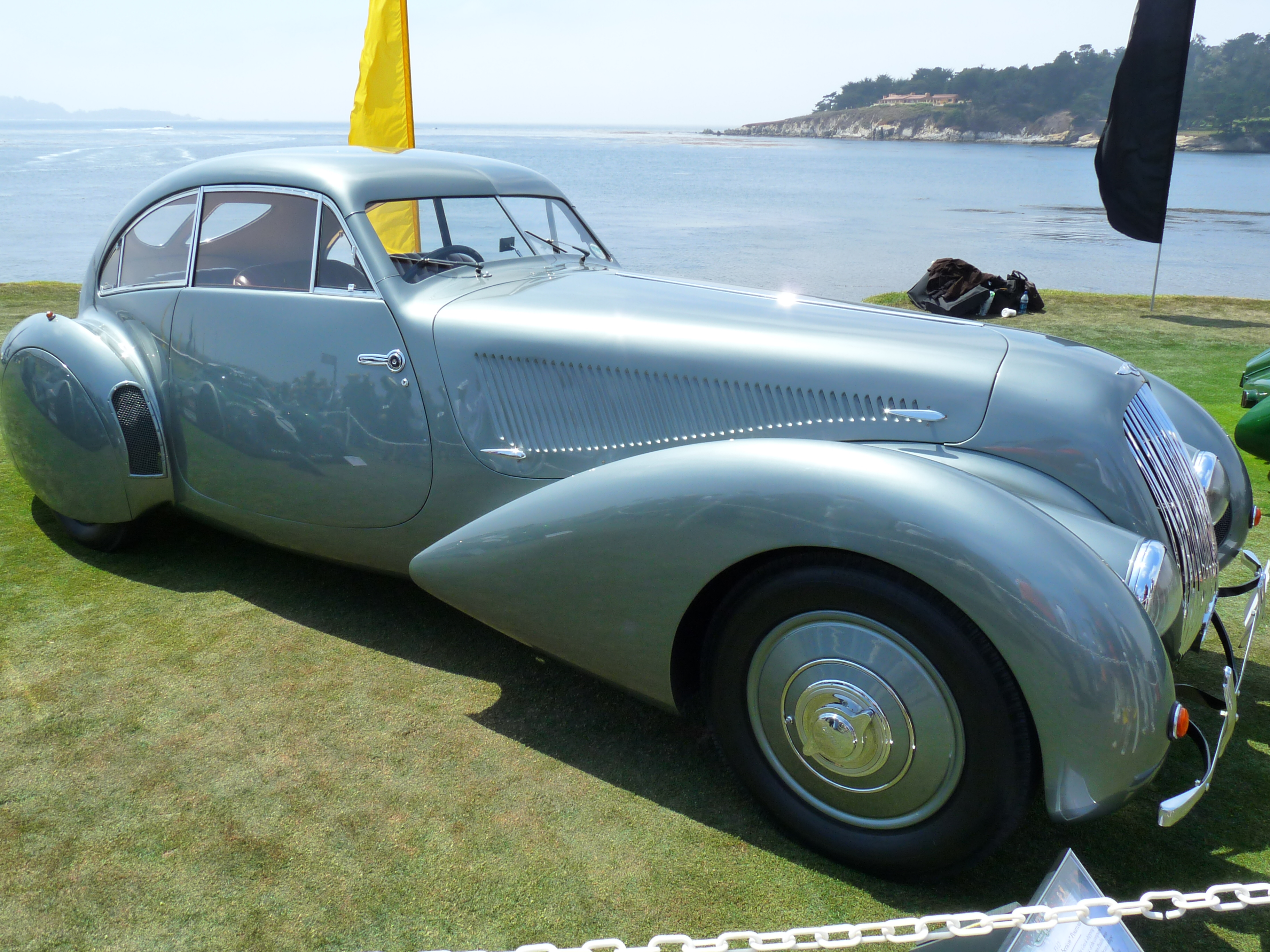
1939 Bentley Embiricos з кузовом купе виробництва Pourtout[en]